# Danh sách tiểu hành tinh: 6301–6400
| Tên                   | Tên đầu tiên | Ngày phát hiện       | Nơi phát hiện          | Người phát hiện                                        |
| --------------------- | ------------ | -------------------- | ---------------------- | ------------------------------------------------------ |
| 6301                  | 1989 BR1     | 29 tháng 1 năm 1989  | Kleť                   | Z. Vávrová                                             |
| 6302 Tengukogen       | 1989 CF      | 2 tháng 2 năm 1989   | Geisei                 | T. Seki                                                |
| 6303                  | 1989 EL2     | 12 tháng 3 năm 1989  | Kushiro                | S. Ueda, H. Kaneda                                     |
| 6304 Josephus Flavius | 1989 GT3     | 2 tháng 4 năm 1989   | La Silla               | E. W. Elst                                             |
| 6305 Helgoland        | 1989 GE8     | 6 tháng 4 năm 1989   | Tautenburg Observatory | F. Börngen                                             |
| 6306 Nishimura        | 1989 UL3     | 30 tháng 10 năm 1989 | Dynic                  | A. Sugie                                               |
| 6307 Maiztegui        | 1989 WL7     | 22 tháng 11 năm 1989 | El Leoncito            | Felix Aguilar Observatory                              |
| 6308 Ebisuzaki        | 1990 BK      | 17 tháng 1 năm 1990  | Yatsugatake            | Y. Kushida, O. Muramatsu                               |
| 6309 Elsschot         | 1990 EM3     | 2 tháng 3 năm 1990   | La Silla               | E. W. Elst                                             |
| 6310 Jankonke         | 1990 KK      | 21 tháng 5 năm 1990  | Palomar                | E. F. Helin                                            |
| 6311 Porubčan         | 1990 RQ2     | 15 tháng 9 năm 1990  | Palomar                | H. E. Holt                                             |
| 6312 Robheinlein      | 1990 RH4     | 14 tháng 9 năm 1990  | Palomar                | H. E. Holt                                             |
| 6313                  | 1990 RC8     | 14 tháng 9 năm 1990  | La Silla               | H. Debehogne                                           |
| 6314                  | 1990 SQ16    | 17 tháng 9 năm 1990  | Palomar                | H. E. Holt                                             |
| 6315                  | 1990 TS      | 11 tháng 10 năm 1990 | Kushiro                | S. Ueda, H. Kaneda                                     |
| 6316                  | 1990 TL6     | 9 tháng 10 năm 1990  | Siding Spring          | R. H. McNaught                                         |
| 6317 Dreyfus          | 1990 UP3     | 16 tháng 10 năm 1990 | La Silla               | E. W. Elst                                             |
| 6318 Cronkite         | 1990 WA      | 18 tháng 11 năm 1990 | Palomar                | E. F. Helin                                            |
| 6319 Beregovoj        | 1990 WJ3     | 19 tháng 11 năm 1990 | La Silla               | E. W. Elst                                             |
| 6320 Bremen           | 1991 AL3     | 15 tháng 1 năm 1991  | Tautenburg Observatory | F. Börngen                                             |
| 6321 Namuratakao      | 1991 BV      | 19 tháng 1 năm 1991  | Dynic                  | A. Sugie                                               |
| 6322                  | 1991 CQ      | 10 tháng 2 năm 1991  | Siding Spring          | R. H. McNaught                                         |
| 6323 Karoji           | 1991 CY1     | 14 tháng 2 năm 1991  | Kitami                 | K. Endate, K. Watanabe                                 |
| 6324 Kejonuma         | 1991 DN1     | 23 tháng 2 năm 1991  | Karasuyama             | S. Inoda, T. Urata                                     |
| 6325                  | 1991 EA1     | 14 tháng 3 năm 1991  | Yorii                  | M. Arai, H. Mori                                       |
| 6326 Idamiyoshi       | 1991 FJ1     | 18 tháng 3 năm 1991  | Dynic                  | A. Sugie                                               |
| 6327                  | 1991 GP1     | 9 tháng 4 năm 1991   | Palomar                | E. F. Helin                                            |
| 6328                  | 1991 NL1     | 12 tháng 7 năm 1991  | Palomar                | H. E. Holt                                             |
| 6329 Hikonejyo        | 1992 EU1     | 12 tháng 3 năm 1992  | Dynic                  | A. Sugie                                               |
| 6330 Koen             | 1992 FN      | 23 tháng 3 năm 1992  | Kitami                 | K. Endate, K. Watanabe                                 |
| 6331                  | 1992 FZ1     | 28 tháng 3 năm 1992  | Kushiro                | S. Ueda, H. Kaneda                                     |
| 6332 Vorarlberg       | 1992 FP3     | 30 tháng 3 năm 1992  | Tautenburg Observatory | F. Börngen                                             |
| 6333 Helenejacq       | 1992 LG      | 3 tháng 6 năm 1992   | Palomar                | G. J. Leonard                                          |
| 6334 Robleonard       | 1992 MM      | 27 tháng 6 năm 1992  | Palomar                | G. J. Leonard                                          |
| 6335 Nicolerappaport  | 1992 NR      | 5 tháng 7 năm 1992   | Palomar                | E. F. Helin, J. Alu                                    |
| 6336 Dodo             | 1992 UU      | 21 tháng 10 năm 1992 | Kiyosato               | S. Otomo                                               |
| 6337 Shiota           | 1992 UC4     | 16 tháng 10 năm 1992 | Kitami                 | K. Endate, K. Watanabe                                 |
| 6338 Isaosato         | 1992 UO4     | 16 tháng 10 năm 1992 | Kitami                 | K. Endate, K. Watanabe                                 |
| 6339 Giliberti        | 1993 SG      | 20 tháng 9 năm 1993  | Colleverde             | V. S. Casulli                                          |
| 6340 Kathmandu        | 1993 TF2     | 15 tháng 10 năm 1993 | Kitami                 | K. Endate, K. Watanabe                                 |
| 6341                  | 1993 UN3     | 20 tháng 10 năm 1993 | Kushiro                | S. Ueda, H. Kaneda                                     |
| 6342                  | 1993 VG      | 7 tháng 11 năm 1993  | Kushiro                | S. Ueda, H. Kaneda                                     |
| 6343                  | 1993 VK      | 7 tháng 11 năm 1993  | Kushiro                | S. Ueda, H. Kaneda                                     |
| 6344                  | 1993 VM      | 7 tháng 11 năm 1993  | Kushiro                | S. Ueda, H. Kaneda                                     |
| 6345 Hideo            | 1994 AX1     | 5 tháng 1 năm 1994   | Kitami                 | K. Endate, K. Watanabe                                 |
| 6346 Syukumeguri      | 1995 AY      | 6 tháng 1 năm 1995   | Oizumi                 | T. Kobayashi                                           |
| 6347                  | 1995 BM4     | 28 tháng 1 năm 1995  | Kushiro                | S. Ueda, H. Kaneda                                     |
| 6348                  | 1995 CH1     | 3 tháng 2 năm 1995   | Kushiro                | S. Ueda, H. Kaneda                                     |
| 6349 Acapulco         | 1995 CN1     | 8 tháng 2 năm 1995   | Ayashi Station         | M. Koishikawa                                          |
| 6350 Schlüter         | 3526 P-L     | 17 tháng 10 năm 1960 | Palomar                | C. J. van Houten, I. van Houten-Groeneveld, T. Gehrels |
| 6351 Neumann          | 4277 T-1     | 26 tháng 3 năm 1971  | Palomar                | C. J. van Houten, I. van Houten-Groeneveld, T. Gehrels |
| 6352 Schlaun          | 2400 T-3     | 16 tháng 10 năm 1977 | Palomar                | C. J. van Houten, I. van Houten-Groeneveld, T. Gehrels |
| 6353 Semper           | 3107 T-3     | 16 tháng 10 năm 1977 | Palomar                | C. J. van Houten, I. van Houten-Groeneveld, T. Gehrels |
| 6354 Vangelis         | 1934 GA      | 3 tháng 4 năm 1934   | Uccle                  | E. Delporte                                            |
| 6355 Univermoscow     | 1969 TX5     | 15 tháng 10 năm 1969 | Nauchnij               | L. I. Chernykh                                         |
| 6356 Tairov           | 1976 QR      | 26 tháng 8 năm 1976  | Nauchnij               | N. S. Chernykh                                         |
| 6357 Glushko          | 1976 SK3     | 24 tháng 9 năm 1976  | Nauchnij               | N. S. Chernykh                                         |
| 6358 Chertok          | 1977 AL1     | 13 tháng 1 năm 1977  | Nauchnij               | N. S. Chernykh                                         |
| 6359 Dubinin          | 1977 AZ1     | 13 tháng 1 năm 1977  | Nauchnij               | N. S. Chernykh                                         |
| 6360                  | 1978 UA7     | 27 tháng 10 năm 1978 | Palomar                | C. M. Olmstead                                         |
| 6361                  | 1978 VL11    | 7 tháng 11 năm 1978  | Palomar                | E. F. Helin, S. J. Bus                                 |
| 6362 Tunis            | 1979 KO      | 19 tháng 5 năm 1979  | La Silla               | R. M. West                                             |
| 6363 Doggett          | 1981 CB1     | 6 tháng 2 năm 1981   | Anderson Mesa          | E. Bowell                                              |
| 6364 Casarini         | 1981 ET      | 2 tháng 3 năm 1981   | La Silla               | H. Debehogne, G. DeSanctis                             |
| 6365 Nickschneider    | 1981 ES29    | 1 tháng 3 năm 1981   | Siding Spring          | S. J. Bus                                              |
| 6366 Rainerwieler     | 1981 UM22    | 24 tháng 10 năm 1981 | Palomar                | S. J. Bus                                              |
| 6367                  | 1982 FY2     | 18 tháng 3 năm 1982  | La Silla               | H. Debehogne                                           |
| 6368                  | 1983 RM3     | 1 tháng 9 năm 1983   | La Silla               | H. Debehogne                                           |
| 6369                  | 1983 UC      | 16 tháng 10 năm 1983 | Kleť                   | Z. Vávrová                                             |
| 6370 Malpais          | 1984 EY      | 9 tháng 3 năm 1984   | Anderson Mesa          | B. A. Skiff                                            |
| 6371 Heinlein         | 1985 GS      | 15 tháng 4 năm 1985  | Anderson Mesa          | E. Bowell                                              |
| 6372 Walker           | 1985 JW1     | 13 tháng 5 năm 1985  | Palomar                | C. S. Shoemaker, E. M. Shoemaker                       |
| 6373 Stern            | 1986 EZ      | 5 tháng 3 năm 1986   | Anderson Mesa          | E. Bowell                                              |
| 6374 Beslan           | 1986 PY4     | 8 tháng 8 năm 1986   | Nauchnij               | L. I. Chernykh                                         |
| 6375 Fredharris       | 1986 TB5     | 1 tháng 10 năm 1986  | Caussols               | CERGA                                                  |
| 6376 Schamp           | 1987 KD1     | 29 tháng 5 năm 1987  | Palomar                | C. S. Shoemaker, E. M. Shoemaker                       |
| 6377 Cagney           | 1987 ML1     | 25 tháng 6 năm 1987  | Kleť                   | A. Mrkos                                               |
| 6378                  | 1987 SE13    | 27 tháng 9 năm 1987  | La Silla               | H. Debehogne                                           |
| 6379 Vrba             | 1987 VA1     | 15 tháng 11 năm 1987 | Kleť                   | A. Mrkos                                               |
| 6380 Gardel           | 1988 CG      | 10 tháng 2 năm 1988  | Yorii                  | M. Arai, H. Mori                                       |
| 6381 Toyama           | 1988 DO1     | 21 tháng 2 năm 1988  | Kitami                 | T. Fujii, K. Watanabe                                  |
| 6382                  | 1988 EL      | 14 tháng 3 năm 1988  | Palomar                | J. Alu                                                 |
| 6383 Tokushima        | 1988 XU1     | 12 tháng 12 năm 1988 | Tokushima              | M. Iwamoto, T. Furuta                                  |
| 6384 Kervin           | 1989 AM      | 3 tháng 1 năm 1989   | Palomar                | E. F. Helin                                            |
| 6385 Martindavid      | 1989 EC2     | 5 tháng 3 năm 1989   | Kleť                   | A. Mrkos                                               |
| 6386 Keithnoll        | 1989 NK1     | 10 tháng 7 năm 1989  | Palomar                | H. E. Holt                                             |
| 6387                  | 1989 WC      | 19 tháng 11 năm 1989 | Kushiro                | S. Ueda, H. Kaneda                                     |
| 6388                  | 1989 WL1     | 25 tháng 11 năm 1989 | Kushiro                | S. Ueda, H. Kaneda                                     |
| 6389 Ogawa            | 1990 BX      | 21 tháng 1 năm 1990  | Kitami                 | K. Endate, K. Watanabe                                 |
| 6390 Hirabayashi      | 1990 BG1     | 26 tháng 1 năm 1990  | Kitami                 | K. Endate, K. Watanabe                                 |
| 6391 Africano         | 1990 BN2     | 21 tháng 1 năm 1990  | Palomar                | E. F. Helin                                            |
| 6392 Takashimizuno    | 1990 HR      | 29 tháng 4 năm 1990  | Kani                   | Y. Mizuno, T. Furuta                                   |
| 6393                  | 1990 HM1     | 29 tháng 4 năm 1990  | Fujieda                | H. Shiozawa, M. Kizawa                                 |
| 6394                  | 1990 QM2     | 22 tháng 8 năm 1990  | Palomar                | H. E. Holt                                             |
| 6395 Hilliard         | 1990 UE1     | 21 tháng 10 năm 1990 | Yatsugatake            | Y. Kushida, O. Muramatsu                               |
| 6396 Schleswig        | 1991 AO3     | 15 tháng 1 năm 1991  | Tautenburg Observatory | F. Börngen                                             |
| 6397                  | 1991 BJ      | 17 tháng 1 năm 1991  | Okutama                | T. Hioki, S. Hayakawa                                  |
| 6398 Timhunter        | 1991 CD1     | 10 tháng 2 năm 1991  | Palomar                | C. S. Shoemaker, E. M. Shoemaker, D. H. Levy           |
| 6399 Harada           | 1991 GA      | 3 tháng 4 năm 1991   | Geisei                 | T. Seki                                                |
| 6400 Georgealexander  | 1991 GQ1     | 10 tháng 4 năm 1991  | Palomar                | E. F. Helin                                            |